# Reece Milne
Reece Milne, es un actor australiano-británico conocido por haber interpretado a Tank Snelgrove en la serie Home and Away.

## Biografía
Reece es hijo de padres escoceses, tiene dos hermanas mayores.
Estudió en el "Brisbane State High School" en el sur de Brisbane.

## Carrera
Reece escribió su primera obra de teatro llamada "Letter To My Son", se inspiró para escribir la obra por la música de Bloc Party.
En el 2012 se unió al elenco recurrente de la serie Lightning Point donde interpretó a Liam, el amigo de Brandon Benedict (Andrew James Morley), hasta el final de la serie.
El 9 de septiembre de 2015 se unió al elenco recurrente de la popular serie australiana Home and Away donde interpretó a Wayne "Tank" Snelgrove, hasta el 2 de junio de 2016 después de que su personaje decidiera irse de la bahía junto a Skye Peters (Marlo Kelly).
En el 2017 se unirá al elenco principal de la nueva serie The Warriors donde dará vida a "Doc", el capitán y jugador del club "Warriors".

## Filmografía

### Series de Televisión
| Año             | Título          | Personaje              | Notas        |
| --------------- | --------------- | ---------------------- | ------------ |
| 2017 - presente | The Warriors    | "Doc" Shepherd         | 8 episodios  |
| 2015 - 2016     | Home and Away   | Wayne "Tank" Snelgrove | 27 episodios |
| 2012            | Lightning Point | Liam                   | 26 episodios |

### Películas
| Año  | Título   | Personaje | Notas                                                                             |
| ---- | -------- | --------- | --------------------------------------------------------------------------------- |
| 2014 | Rise     | Ben       | junto a Nathan Wilson, Martin Sacks, Marty Rhone, Erin Connor & David Cuthbertson |
| 2012 | Fearless | Médico    | corto - junto a Kestie Morassi & Mikhael Wilder                                   |

### Escritor
| Año | Título           | Notas |
| --- | ---------------- | ----- |
| -   | Letter To My Son | obra  |